# Liste von Sonnenfinsternissen
Dieser Artikel enthält die verfügbaren Listen zum Thema Sonnenfinsternis und herausragende Ereignisse vor 1900.

## Chronologisch vollständige Aufstellungen
- Liste der Sonnenfinsternisse des 20. Jahrhunderts
- Liste der Sonnenfinsternisse des 21. Jahrhunderts
- Liste der Sonnenfinsternisse des 22. Jahrhunderts

## Zusammenstellungen nach speziellen Kriterien
- Liste der längsten zentralen Sonnenfinsternisse zwischen dem Jahr 1 und 3000
- Liste der zentralen Sonnenfinsternisse in Europa im 21. Jahrhundert

## Besondere Ereignisse bis 1900 (Auswahl)
- Sonnenfinsternis des Muršilis (ca. 1300 v. Chr.; Vermutungen zwischen 1340 und 1308)
- Sonnenfinsternis vom 15. Juni 763 v. Chr.
- Sonnenfinsternis vom 27. Mai 669 v. Chr.
- Sonnenfinsternis vom 30. September 610 v. Chr.
- Sonnenfinsternis vom 28. Mai 585 v. Chr. (Sonnenfinsternis des Thales)
- Sonnenfinsternis vom 16. März 581 v. Chr.
- Sonnenfinsternis vom 3. September 404 v. Chr. (siehe Sonnenfinsternis des Ennius)
- Sonnenfinsternis vom 21. Juni 400 v. Chr. (siehe Sonnenfinsternis des Ennius)
- Sonnenfinsternis vom 11. April 369 v. Chr.
- Sonnenfinsternis vom 12. Mai 361 v. Chr.
- Sonnenfinsternis vom 15. April 136 v. Chr.
- Finsternis bei der Kreuzigung Jesu (ca. im Jahr 30 unserer Zeitrechnung; Vermutungen zwischen 27 und 33)
- Sonnenfinsternis vom 19. Juli 418
- Sonnenfinsternis vom 23. Dezember 447
- Sonnenfinsternis vom 29. Oktober 878 (siehe Finsternis bei der Kreuzigung Jesu#Totale Sonnenfinsternis)
- Sonnenfinsternis vom 23. September 1093
- Finsternis vom 3. Juni 1239 (siehe Finsternis bei der Kreuzigung Jesu#Ähnliche Berichte über die Dauer der Dunkelheit)
- Finsternis von Reichersberg 1241 (siehe Finsternis bei der Kreuzigung Jesu#Ähnliche Berichte über die Dauer der Dunkelheit)
- Sonnenfinsternis vom 28. Juni 1451[1] (die Irokesen sollen sich zu diesem Zeitpunkt zusammengeschlossen haben)
- Sonnenfinsternis vom 24. Januar 1544
- Sonnenfinsternis vom 12. August 1654
- Sonnenfinsternis vom 12. Mai 1706
- Sonnenfinsternis vom 3. Mai 1715
- Sonnenfinsternis vom 1. April 1764[2] (der berühmte Zuchthengst Eclipse wird nach der von Nicole-Reine Lepaute berechneten „SoFi“ benannt)
- Sonnenfinsternis vom 8. Juli 1842
- Sonnenfinsternis vom 18. August 1868
- Sonnenfinsternis vom 19. August 1887
- Sonnenfinsternis vom 9. August 1896
- Sonnenfinsternis vom 28. Mai 1900 (die erste filmisch dokumentierte Sonnenfinsternis)